# Audrey Pichol
Audrey Pichol es una deportista francesa que compitió en ciclismo en la modalidad de BMX. Ganó una medalla de oro en el Campeonato Mundial de Ciclismo BMX de 1999 y una medalla de bronce en el Campeonato Europeo de Ciclismo BMX de 1998.

## Palmarés internacional
| Campeonato Mundial | Campeonato Mundial | Campeonato Mundial | Campeonato Mundial |
| Año                | Lugar              | Medalla            | Competición        |
| ------------------ | ------------------ | ------------------ | ------------------ |
| 1999               | Vallet (Francia)   | Medalla de oro     | Carrera            |
| Campeonato Europeo |                    |                    |                    |
| Año                | Lugar              | Medalla            | Competición        |
| 1998               | Schwedt (Alemania) | Medalla de bronce  | Carrera            |